# 马克·布伦德尔
马克·布伦德尔（英語：Mark Blundell，1966年4月8日—），生于倫敦奇平巴尼特，英国赛车手，曾效力于布拉汉姆车队、利吉耶车队、蒂勒尔车队和迈凯伦车队。1992年，布伦德尔获得勒芒24小时耐力赛冠军。退役後，马克接替退休的穆雷·沃克，在ITV Sport電視台擔任賽車評述員，直至2008年轉播權重歸BBC Sport為止。

## 早年生活

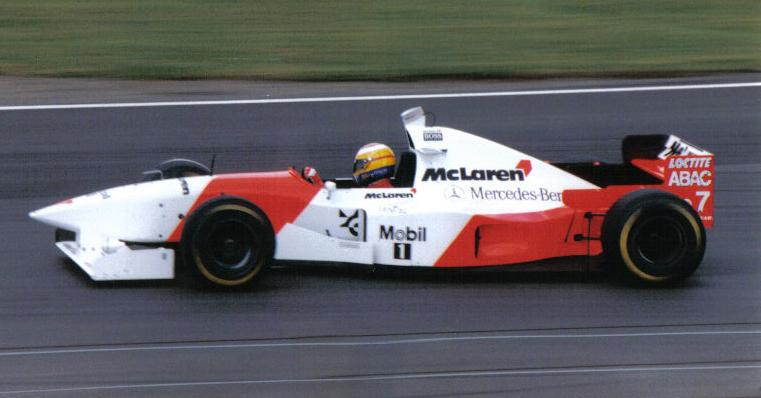
马克駕駛麥拿侖賽車，出戰1995年英國大獎賽

馬克生於倫敦奇平巴尼特，以14歲之齡初次涉足賽車運動，於英國各地比賽越野摩托車，從一開始已經光芒綻放，贏得多個錦標賽事。在17歲時轉戰福特方程式，於第一個季度已經取得總亞軍的佳績。之後他沒有跟隨傳統，參與三級方程式賽車，而是出戰引擎馬力更大的方程式3000錦標賽，在1988年度全年績分排行第六。

## 頭盔
馬克的頭盔為黃色設計，中間有三間紅色條紋，頭盔底部條紋和頂部的圓圈皆為藍色，頭頂以金色字體燙上他姓名的首字母。頭盔背後寫上祖父給他的座右銘「勝出的意志」（The Will To Win）。